# Macrosamanea amplissima
Macrosamanea amplissima är en ärtväxtart som först beskrevs av Adolpho Ducke, och fick sitt nu gällande namn av Rupert Charles Barneby och James Walter Grimes. Macrosamanea amplissima ingår i släktet Macrosamanea och familjen ärtväxter. Inga underarter finns listade i Catalogue of Life.